# 1. Unter-Elsässisches Infanterie-Regiment Nr. 132
Das 1. Unter-Elsässische Infanterie-Regiment Nr. 132 war ein Infanterieverband der Preußischen Armee.

## Geschichte
Der Verband wurde durch A.K.O. vom 24. März 1881 (Stiftungstag) als Infanterie-Regiment Nr. 132 errichtet. Die Formierung erfolgte durch das VI. Armee-Korps und die 8. Division. Nach der Aufstellung zu drei Bataillonen war das Regiment der 24. Infanterie-Brigade der 12. Division unterstellt und erhielt Glatz als Garnison zugewiesen.
Am 31. März 1888 trat das Regiment in den Verband des XV. Armee-Korps über und wurde damit der 61. Infanterie-Brigade unterstellt. Mit dem Wechsel war auch eine neue Garnison verbunden und das Regiment war ab diesem Zeitpunkt in Straßburg stationiert. Zum 1. Oktober 1893 wurde ein IV. (Halb-)Bataillon mit einer 13. und 14. Kompanie aus Abgaben der bestehenden Kompanien geschaffen. Im gleichen Jahr nahm der Verband am Kaisermanöver im Elsass teil. Außerdem konnte der neue Truppenübungsplatz Bitsch erstmals genutzt werden. Das IV. (Halb-)Bataillon wurde zum 31. März 1897 zur Bildung des Infanterie-Regiments Nr. 172 abgegeben.
Am 27. Januar 1902 erließ Wilhelm II. den Armee-Befehl, dass die bislang noch ohne landmannschaftliche Bezeichnung geführten Verbände zur besseren Unterscheidung und zur Traditionsbildung eine Namenserweiterung erhielten. Das Regiment führte daher ab diesem Zeitpunkt die Bezeichnung 1. Unter-Elsässisches Infanterie-Regiment Nr. 132.

### Boxeraufstand
Anlässlich der Aufstellung des Ostasiatischen Expeditionskorps zur Niederschlagung des Boxeraufstandes wurde dem Regiment die Bildung des Stabes des I. Bataillons sowie der 1. Kompanie des 4. Ostasiatischen Infanterie-Regiments übertragen. Ein Offizier und 25 Unteroffiziere und Mannschaften traten in das 4. Ostasiatische Infanterie-Regiment über und nahmen an den Kämpfen in China teil. Später rückten noch ein Feldwebel und zwei Mann nach.

### Hereroaufstand
Auch anlässlich der Unterdrückung des Hereroaufstandes 1904 in der Kolonie Deutsch-Südwestafrika meldeten sich wieder Angehörige des Regiments freiwillig. Ein Offizier und 19 Unteroffiziere und Mannschaften versahen Dienst in der Kolonie.

### Erster Weltkrieg
Das Regiment machte bei Ausbruch des Ersten Weltkriegs am 2. August 1914 mobil. Als Teil der 61. Infanterie-Brigade der 39. Division war es den gesamten Krieg über an der Westfront im Einsatz. Hier nahm das Regiment an den Schlachten in Lothringen und vor Nancy-Epinal teil und ging anschließend in Flandern und Artois in Stellungskämpfe über. Nach schweren Verlusten in der Ersten Flandernschlacht musste am 17. November 1914 das III. Bataillon aufgelöst werden. Die Reste traten zum II. Bataillon über. Ende des Jahres war das III. Bataillon wieder aufgestellt. Bis Januar 1916 lag der Verband dann in Stellungskämpfen an der Yser und nahm anschließend an den Kämpfen um Verdun teil. Im Februar erhielt das Regiment eine 2. und im September 1916 eine 3. MG-Kompanie. Die Kämpfe um Verdun wurden von Oktober bis November 1916 durch die Teilnahme an der Schlacht an der Somme unterbrochen. Ende Dezember 1916 kam das Regiment in den Stellungskämpfe in der Champagne zum Einsatz, kämpfte dann im April/Mai 1917 in der Schlacht an der Aisne und lag anschließend wieder im Stellungskrieg in Flandern und Artois. Der Verband nahm Ende März 1918 an der Deutschen Frühjahresoffensive teil. Bei den folgenden Stellungs- und Rückzugskämpfen hatte das Regiment große Verluste zu verzeichnen und die Reste vereinigten sich am 28. August 1918 zu zwei Kompanien. Erst Ende September konnte durch Ersatz das Regiment wieder aufgefüllt werden, wobei die 4., 8. und 12. Kompanie aufgelöst wurden. Mitte Oktober kam es bei den Kämpfen um Geluve und Menin wieder zu schweren Verlusten. Die Reste formierten sich in einem Bataillon mit zwei Kompanien. Durch die mangelnde Ersatzlage konnte dieses Bataillon zunächst am 19. Oktober lediglich auf drei Kompaniene und eine MG-Kompanie verstärkt werden.

### Verbleib
Da nach Kriegsende die alte Garnison Straßburg nicht mehr erreichbar war, marschierten die Reste des Regiments nach Nordhausen, wo ab 11. Dezember 1918 die Demobilisierung erfolgte, die bis zum 15. Februar 1919 abgeschlossen war.
Die Tradition übernahm in der Reichswehr durch Erlass des Chefs der Heeresleitung General der Infanterie Hans von Seeckt vom 24. August 1921 die 14. Kompanie des 17. Infanterie-Regiments in Celle.

## Regimentschef

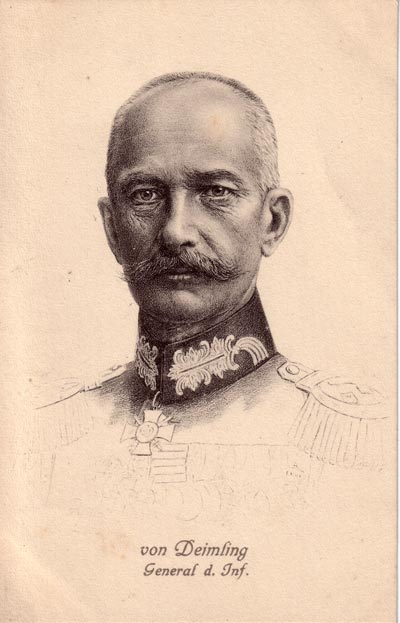
Berthold von Deimling

Erster und einziger Regimentschef war seit 25. Mai 1917 der General der Infanterie Berthold von Deimling.

## Kommandeure
| Dienstgrad            | Name                       | Datum                                                       |
| --------------------- | -------------------------- | ----------------------------------------------------------- |
| Oberstleutnant        | Theodor am Ende            | 22. März 1881 bis 1. Juni 1881 (mit der Führung beauftragt) |
| Oberstleutnant/Oberst | Theodor am Ende            | 02. Juni 1881 bis 14. Januar 1887                           |
| Oberst                | Emil Rasch                 | 15. Januar 1887 bis 21. März 1888                           |
| Oberst                | Camill Schaible            | 22. März 1888 bis 20. September 1889                        |
| Oberst                | Julius Weniger             | 21. September 1889 bis 16. Mai 1892                         |
| Oberst                | Alfred Friderici           | 17. Mai 1892 bis 26. Januar 1894                            |
| Oberst                | Georg von Manstein         | 27. Januar 1894 bis 21. März 1897                           |
| Oberst                | Julius von Salmuth         | 22. März 1897 bis 15. November 1899                         |
| Oberst                | Adolph Strahl              | 16. November 1899 bis 21. März 1903                         |
| Oberst                | Karl Rinck von Baldenstein | 22. März 1903 bis 13. April 1907                            |
| Oberst                | Friedrich von Grolman      | 14. April 1907 bis 19. März 1911                            |
| Oberst                | Alexander Heye             | 20. März 1911 bis 17. August 1913                           |
| Oberst                | Karl Grote                 | 20. Januar 1914 bis 23. Juni 1916                           |
| Oberst                | Lothar von Westrell        | 24. Juni 1916 bis 2. Mai 1917                               |
| Oberstleutnant        | Siegfried von Woltersdorf  | 03. Mai 1917 bis 14. Juni 1918                              |
| Major                 | Götze                      | 15. Juni bis 9. September 1918 (mit der Führung beauftragt) |
| Oberstleutnant        | Kurt Panse                 | 10. September 1918 bis 19. Januar 1919                      |
| Oberst                | Oskar Laue                 | 20. Januar bis 15. Februar 1919                             |